# Grosses Wannenhorn
El Grosses Wannenhorn es una montaña de 3906 metros en los Alpes berneses, en el cantón suizo de Valais, cerca del pueblo de Fiesch. Forma parte del Walliser Fiescherhörner. La montaña separa el glaciar Aletsch al oeste del glaciar Fiescher al este.
El Grosses Wannenhorn es rocoso, mientras que su contraparte del sur, el Kleines Wannenhorn, es algo más plano. El lado este de la montaña está fuertemente glaciado, mientras que el lado oeste es una pendiente empinada interrumpida intermitentemente por campos de hielo.
La montaña fue escalada por primera vez por Gottlieb Studer y su equipo en 1864.

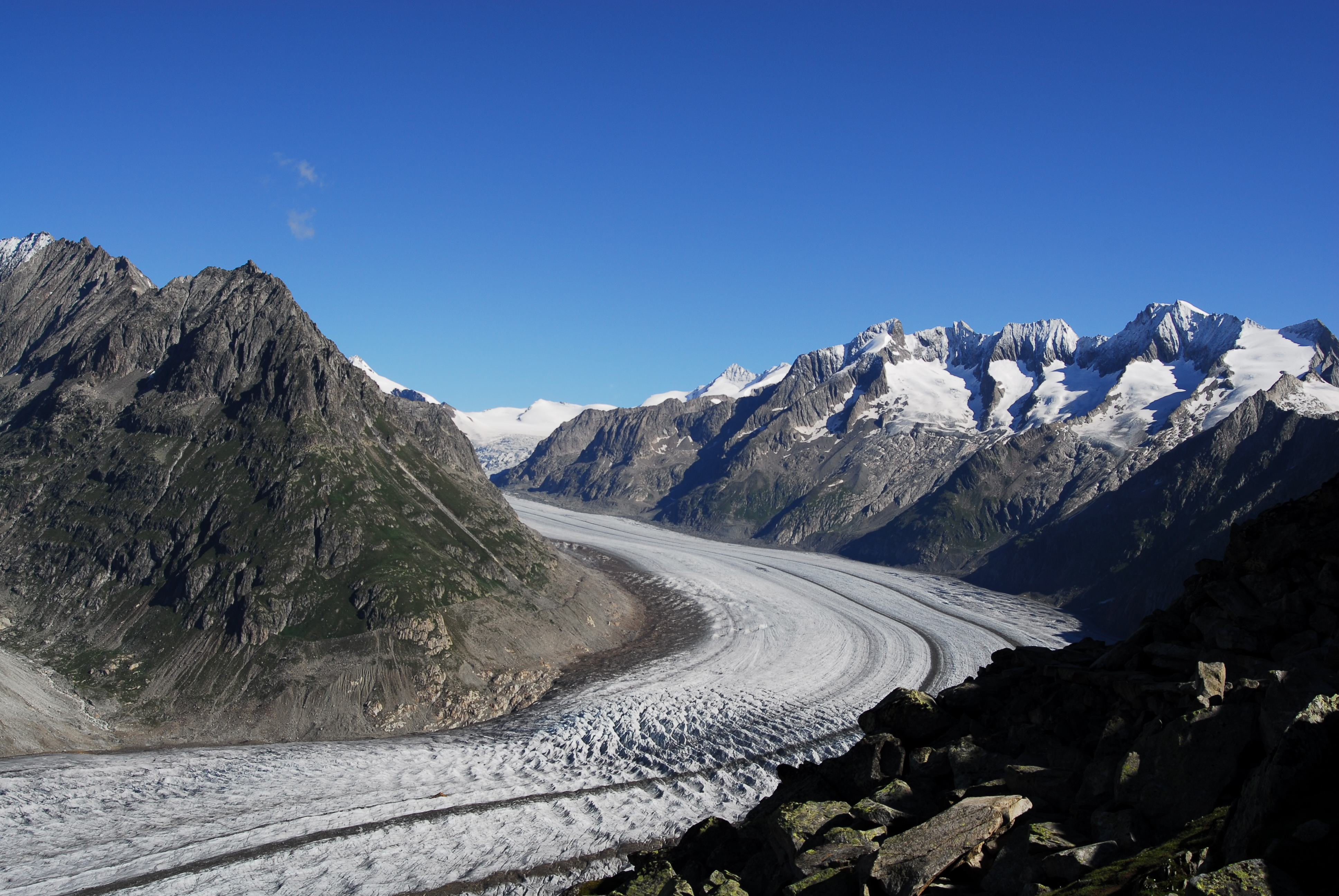
El glaciar Aletsch y el Gross Wannenhorn (derecha), desde Bettmerhorn